# Koorla
Koorla – wieś w Estonii, w prowincji Võru, w gminie Misso.